# Nguyen Cao Ky

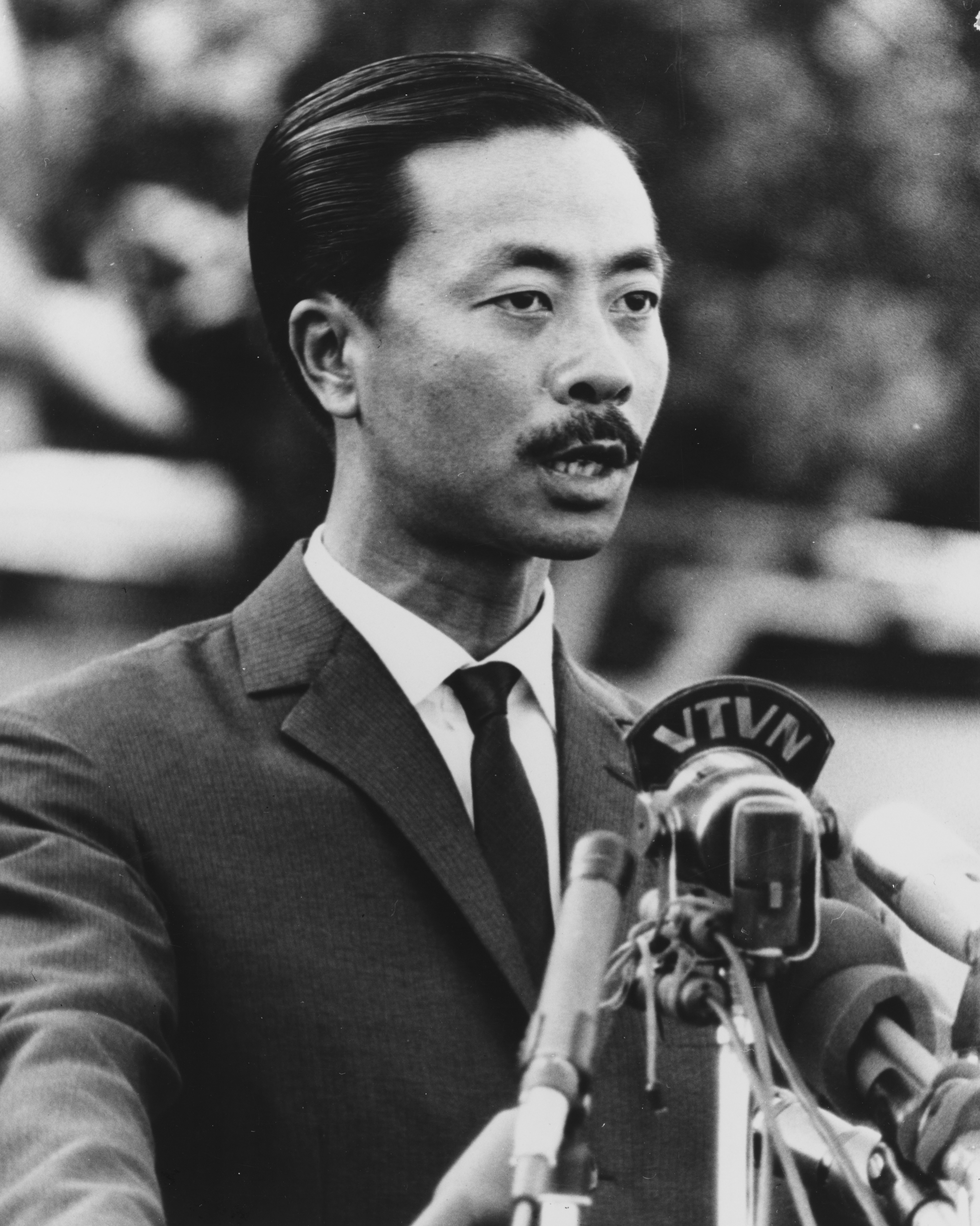
Nguyen Cao Ky in 1966.

Nguyễn Cao Kỳ (Son Tay (ten noorden van Hanoi), 8 september 1930 - Kuala Lumpur, 23 juli 2011) was de minister-president van Zuid-Vietnam van 1965 tot 1967 en de vicepresident tot 1971. Hij was betrokken bij de omverwerping van de regering van President Ngo Dinh Diem in 1963. In 1965 werd hij zelf minister-president na een militaire machtsgreep. Tijdens verkiezingen in 1967 werd hij gekozen tot de vicepresident. Hij werd door Nguyen Van Thieu uit zijn ambt gewerkt.
Tijdens zijn jaren als piloot in de luchtmacht werd hij beschouwd als een flamboyante persoonlijkheid en een van de meestbelovende jonge officieren. Op 29 april 1975 -de dag voor de val van Saigon- vluchtte hij naar Californië in de Verenigde Staten en begon daar een drankwinkel. In 2004 hield hij zich voornamelijk bezig met schrijven en het geven van lezingen. Hij staat bekend als een felle anti-communist.
Op 14 januari 2004 keerde Nguyen Cao Ky voor het eerst sinds de Vietnamoorlog weer terug naar Vietnam. Hij heeft toestemming gekregen van de Vietnamese regering om zijn land te bezoeken tijdens het Vietnamese Tet, nieuwjaar volgens de maankalender. Zijn terugkeer is mede mogelijk gemaakt doordat de regering van Vietnam in januari 2003 opriep om een einde te maken aan de vervolging en discriminatie van personen met een dubieus verleden. Hiermee doelend op Vietnamezen die in de tijd van de Vietnamoorlog in of voor de Zuid-Vietnamese regering dienden. De Vietnamese regering hoopt door middel van dit gebaar Vietnamezen die in het buitenland wonen te bewegen om terug te keren naar Vietnam om te helpen het land op te bouwen met hun expertise.